# Die Reise (Romanessay)
Die Reise ist ein unvollendeter Romanessay von Bernward Vesper. Das aus Aufzeichnungen und Notizen collagierte Buch wurde durch seinen autobiografischen Charakter ein wertvolles Zeitdokument der 68er-Generation. Vesper setzte sich darin u. a. mit seinem Vater, dem Nazi-Dichter Will Vesper, und seiner ehemaligen Lebensgefährtin Gudrun Ensslin auseinander.

## Entstehung
Der Buchtitel Die Reise ist als mehrdeutiges Motto zu verstehen. Einerseits sollte eine reale Reise den Hintergrund des Buches abgeben, gleichzeitig sollte die persönliche Entwicklung Vespers als eine Art Lebensreise verstanden werden. Außerdem ist mit Reise auch der bewusstseinsverändernde Drogentrip gemeint; als einer der ursprünglichen Buchtitel war TRIP im Gespräch.
Der Autor Bernward Vesper trat am 23. August 1969 mit einem Schreiben an den März-Verlag heran, in dem er die Niederschrift eines Romanessays ankündigte. Dieses sollte einen 24-stündigen LSD-Trip schildern, in dessen Verlauf sowohl „Aufzeichnungen aus der momentanen Wahrnehmung“ auftauchen als auch Reflexionen über die zurückliegenden 30 Jahre im Leben des Verfassers. Diese erste Niederschrift sollte dann in weiteren Trips mithilfe von Tonbändern umdiktiert werden, „bis eine endgültige Form erreicht ist“. Das ambitionierte Projekt verzögerte sich nicht zuletzt durch den Verlust von Vespers Zurechnungsfähigkeit im Februar 1971. Er sei, nach eigenen Worten, „langsam ausgeflippt“. In diesem Zusammenhang wurde er zur Beobachtung in eine psychiatrische Anstalt eingewiesen, wo er sich im Mai 1971 das Leben nahm. Der Verleger des März-Verlages Jörg Schröder edierte 1977 das unveröffentlichte Manuskript und besorgte auch die Ausgabe letzter Hand. Das Manuskript von Die Reise ist im Literaturmuseum der Moderne in Marbach in der Dauerausstellung zu sehen.

## Form
Das Buch weist keine durchgehende Handlung auf. Es besteht aus einer Aneinanderreihung von Kindheitserinnerungen, Anekdoten, als „Einfacher Bericht“ bezeichneten Abschnitten und subjektiv-politischen Einschätzungen der Situation in Deutschland, Erlebnissen auf LSD, Meskalin und Haschisch. Bestimmte Abschnitte wurden laut eigener Angabe unter Einfluss von Haschisch verschiedener Qualitäten aufgeschrieben („Schwarzer Afghan, Grüner Türkischer, Grüner Libanon, Roter Libanon, Schimmel-Shit von P.“). Der Erzählton wechselt zwischen poetisch und politisch, zwischen ironisch und wutentbrannt. Der Großteil der Texte ist in der Erzähltechnik des Bewusstseinsstroms niedergeschrieben. Der Text führte als einer der ersten durchgehende Kleinschreibung in die deutsche Literatur ein.

## Rezeption
Das Buch bekam einige Monate nach seinem Erscheinen 1977 große Aufmerksamkeit, mit der anfangs nicht zu rechnen gewesen war. Grund war der Gruppenselbstmord von RAF-Mitgliedern in Stammheim im Deutschen Herbst (Todesnacht von Stammheim). Unter den Toten waren auch Vespers ehemalige Lebensgefährtin Gudrun Ensslin und deren damaliger Lebenspartner Andreas Baader.

„In seinem individuellen Schreiben spiegelt sich das kollektive Scheitern jener Generation wider, die Mitte der sechziger Jahre aufbrach, die versteinerte Gesellschaft der westlichen Industriestaaten zu verändern und die heute, wie es scheint, mit wenig mehr als der ohnmächtigen Hoffnung in leeren Händen dasteht.“

Das Buch ist als Schlüsseltext der Neuen Subjektivität bezeichnet worden.
1986 drehte Markus Imhoof eine freie Adaption des Buches unter dem gleichen Titel.

## Ausgaben
- Die Reise. Romanessay. Nach dem unvollendeten Manuskript herausgegeben und mit einer Editions-Chronologie versehen von Jörg Schröder. März, Frankfurt 1977; Rowohlt Taschenbuch, Reinbek bei Hamburg 1983.
- Die Reise. Romanessay. Nach dem unvollendeten Ms. hrsg. und mit einer Ed.-Chronologie vers. von Jörg Schröder. Die Ausgabe letzter Hand besorgten Jörg Schröder und Klaus Behnken. Rowohlt, Reinbek bei Hamburg 1995, ISBN 978-3-499-15097-5.
- Die Reise. Romanessay. Nach dem unvollendeten Ms. hrsg., neu durchges. und mit einer Ed.-Chronologie vers. von Jörg Schröder. Ein März-Buch im Area-Verlag, Erftstadt 2005, ISBN 978-3-89996-343-4.